# Biserica de lemn din Copand

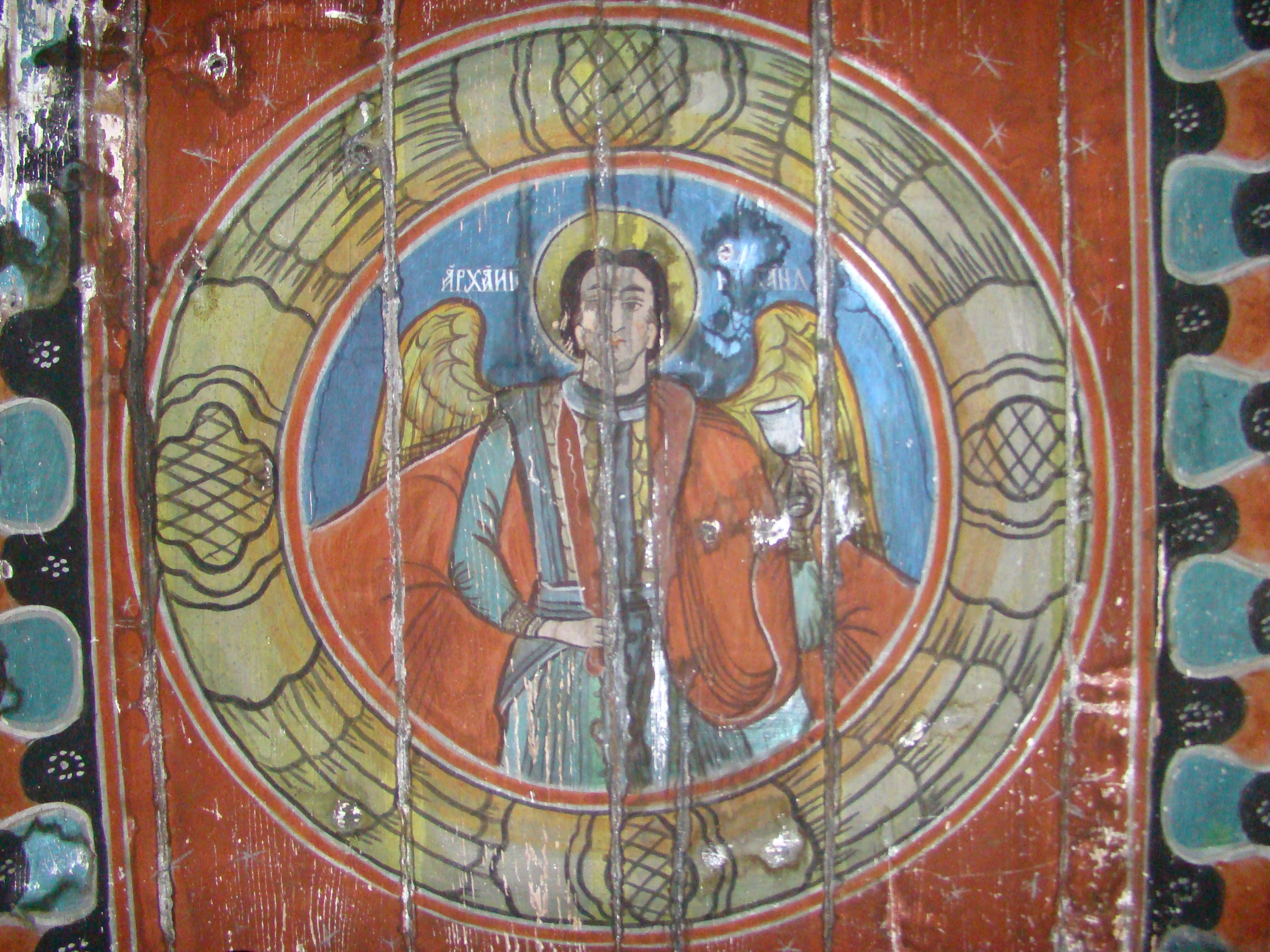
Sf. Arhanghel Mihail - pictura bisericii de lemn din Copand, județul Alba, 2009

Biserica de lemn din Copand, comuna Noșlac, județul Alba, datează din anul 1803. În 1856 a fost strămutată în Copand și modificată . Are hramul „Sfinții Arhangheli Mihail și Gavriil”. Biserica se află pe noua listă a monumentelor istorice sub codul LMI cod LMI AB-II-m-B-00210.

## Istoric
Înfățișează varianta tipologică, de veche tradiție, regăsită pe întreaga arie de formare a poporului, român, a navei dreptunghiulare, cu absida în prelungire, poligonală cu trei laturi. Acoperirea interioară, a acesteia din urmă, cu o boltă semicilindrică și trei fâșii curbe, este la aceeași înălțime cu aceea a naosului, amintind o structură veche. Elementele constructive menționate, secondate de tradiție, înlătură data de 1856 pentru înălțarea bisericii, ea reprezentând de fapt strămutarea de pe deal a lăcașului străbun, amplificarea sa spre vest, împodobirea pereților prin „zugravii Șarlea Ștefan și Șarlea Matei frați de la Feisa”. Mare parte din haina picturală a fost cândva curățată de ploi, din fragmentele rămase adunându-se următoarea iconografie: pronaos, mucenițe și mironosițe; naos, registre de mucenici în decor de arcade, iar nașterea bolții, reprezentări din viața lui Hristos, încadrate de evangheliști, detașându-se, ca realizare artistică, Cina cea de taină. Pe timpanul de vest se desfășoară o impresionantă compoziție pe tema Răstignirii. În absida, altarului: Sfânta Treime, cete îngerești, Jertfa lui Avraam, Botezul Domnului (perete nord), și procesiunea arhiereilor.
Prin lucrările de aducere a pereților în faza inițială, adică a bârnelor aparente, ar ieși la iveală, desigur, noi date, nu numai în ceea ce privește istoria monumentului, ci și arhitectura, în genere, a bisericilor de lemn. 

## Imagini din exterior

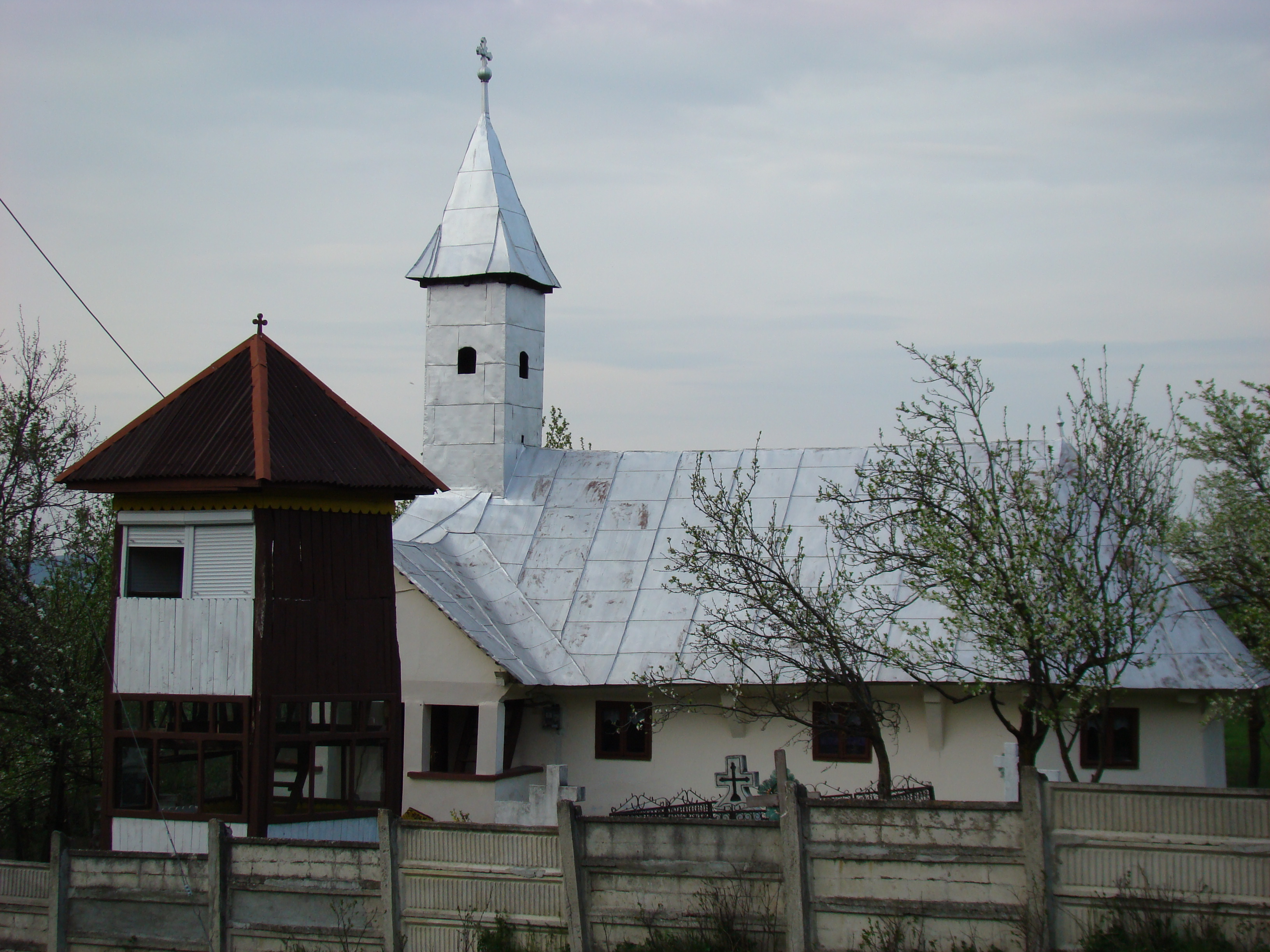
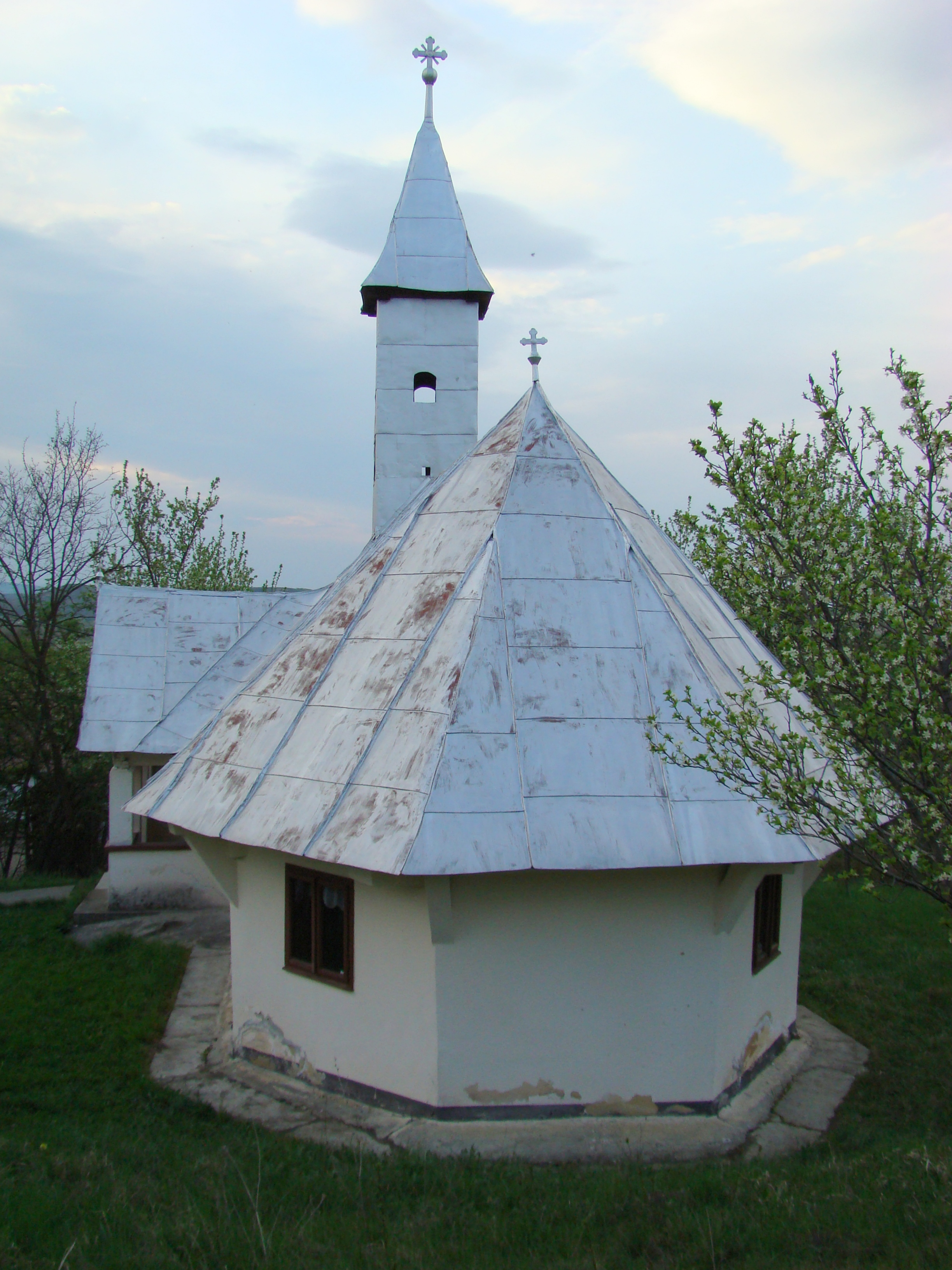
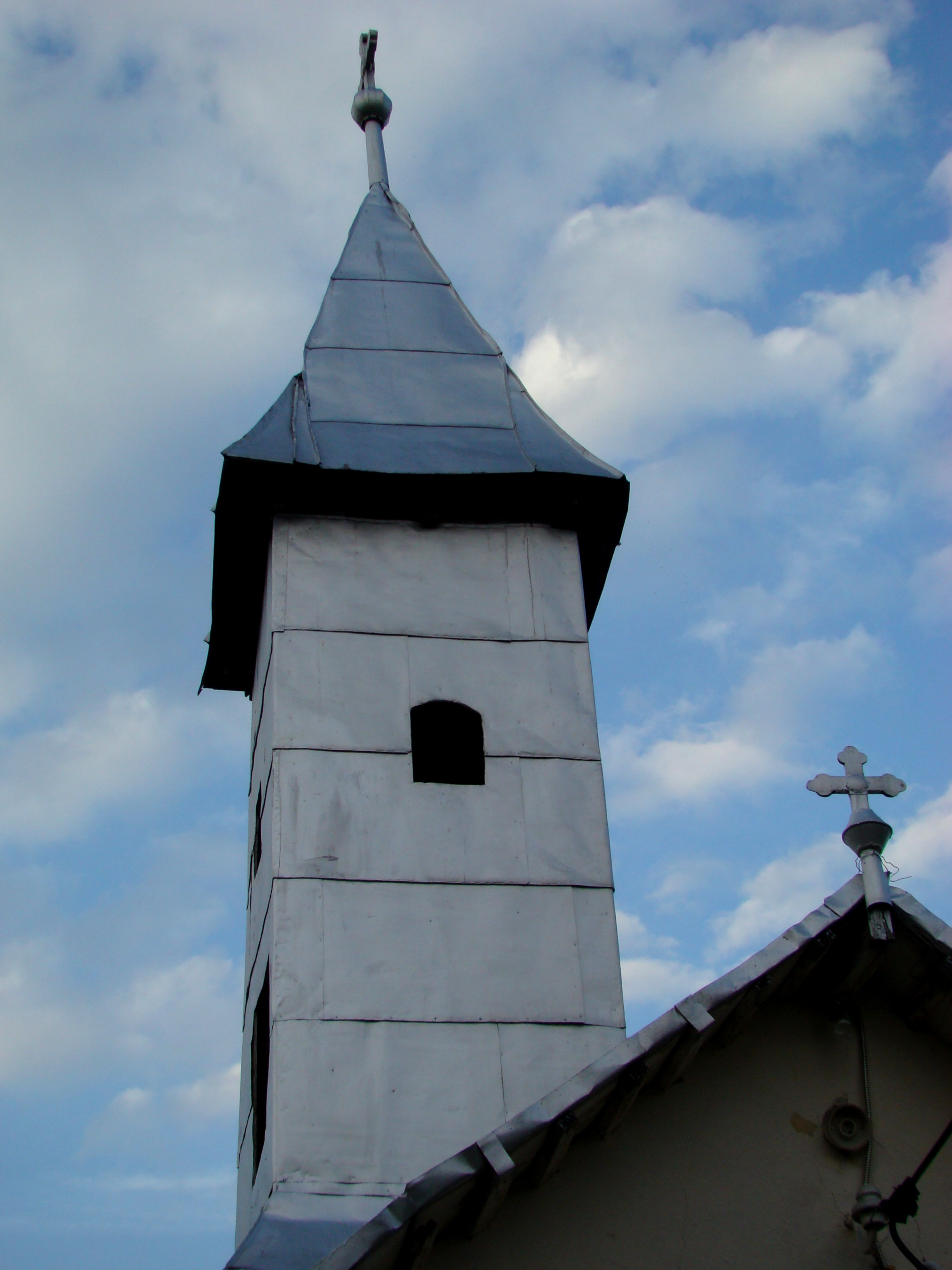
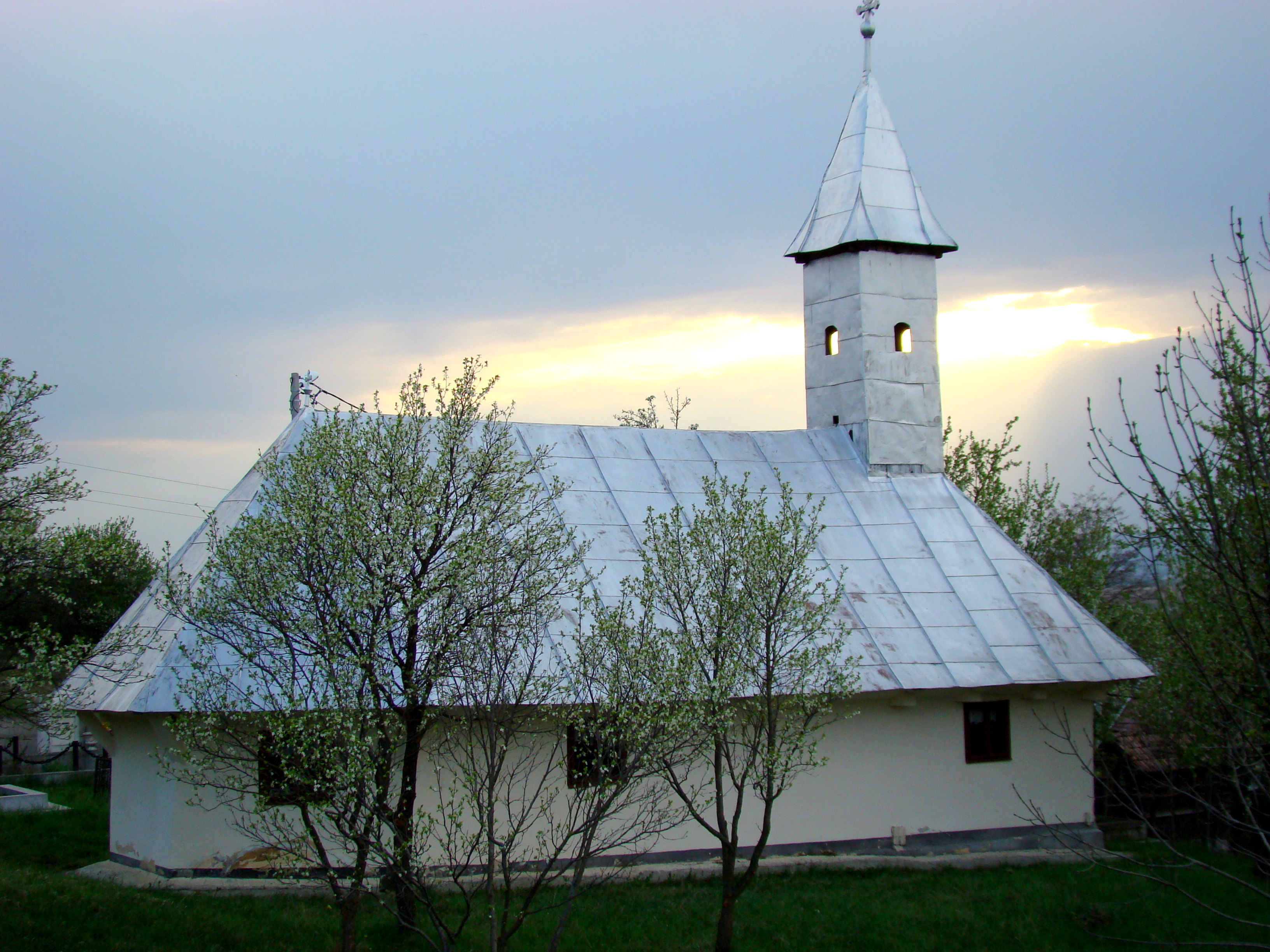
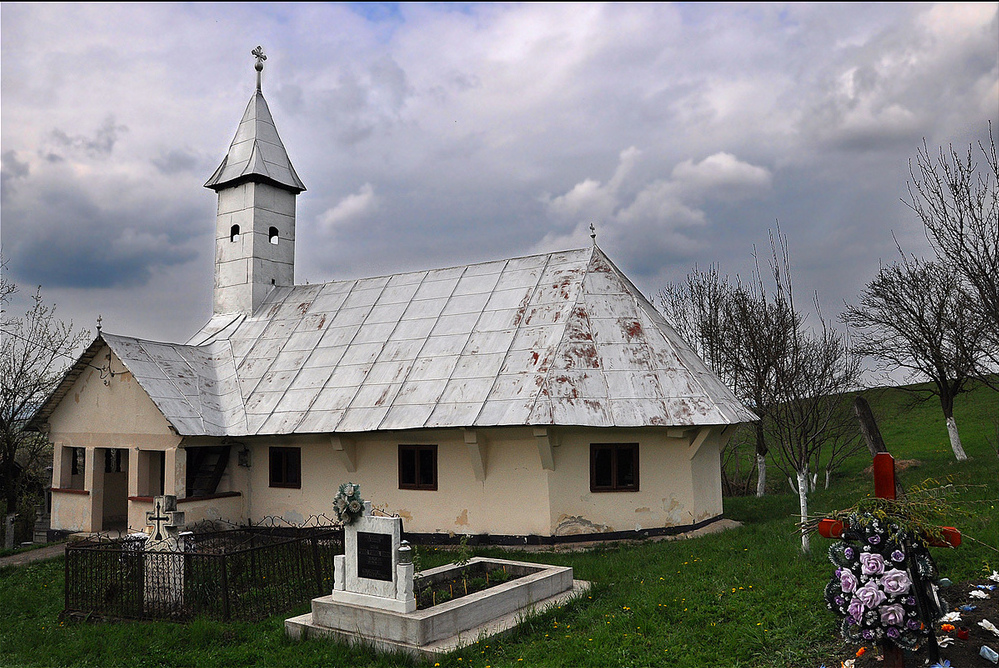
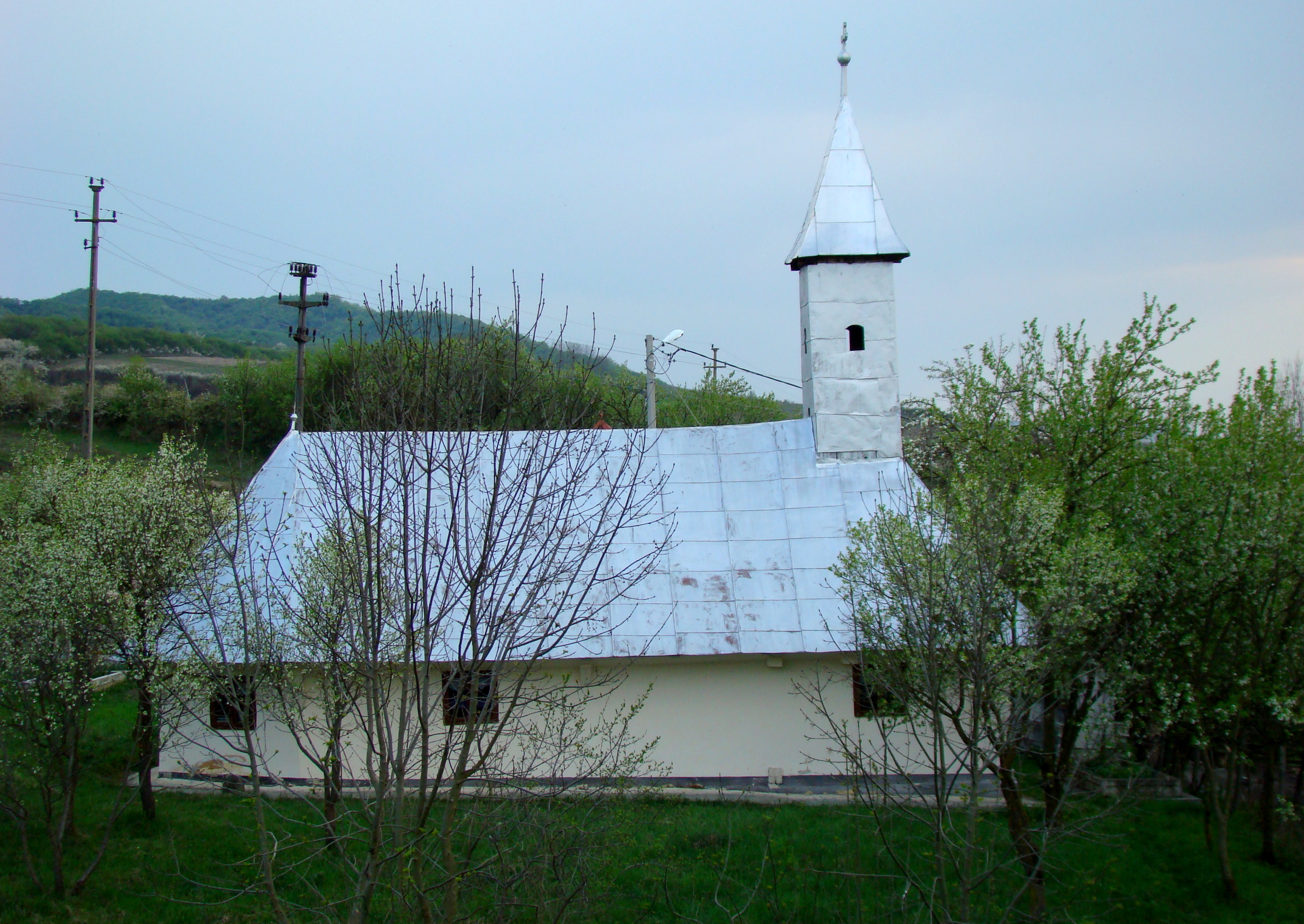
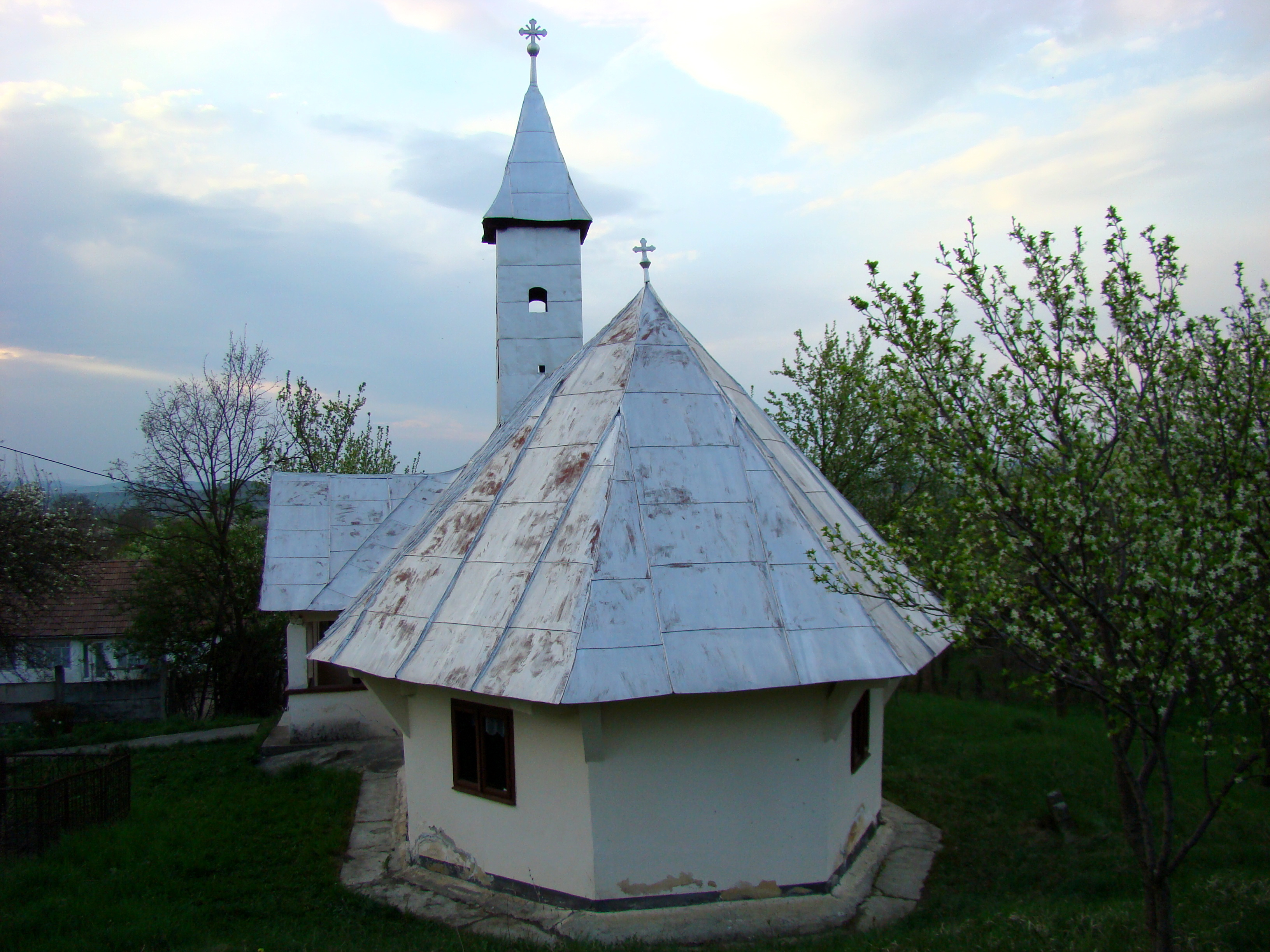
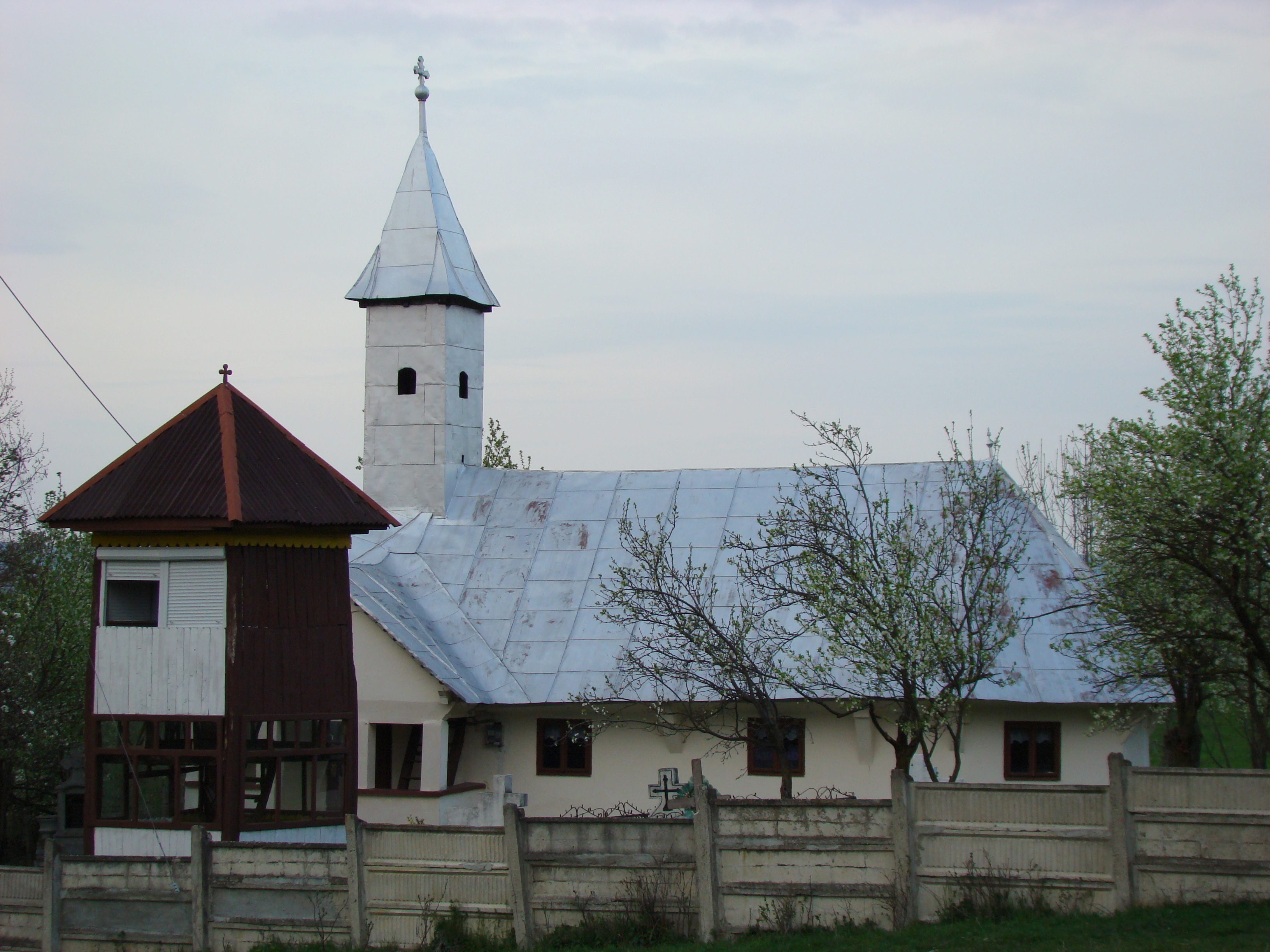
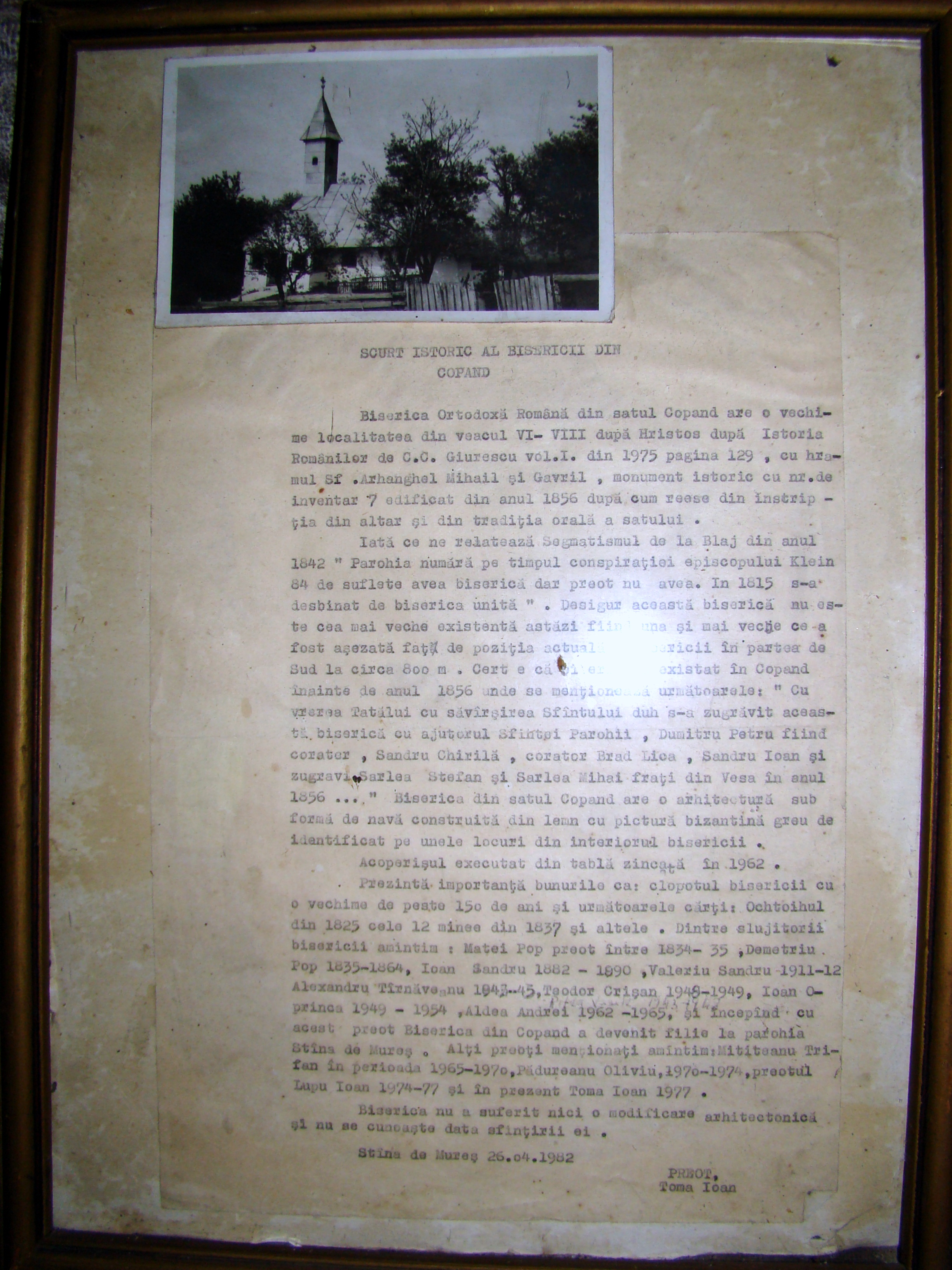
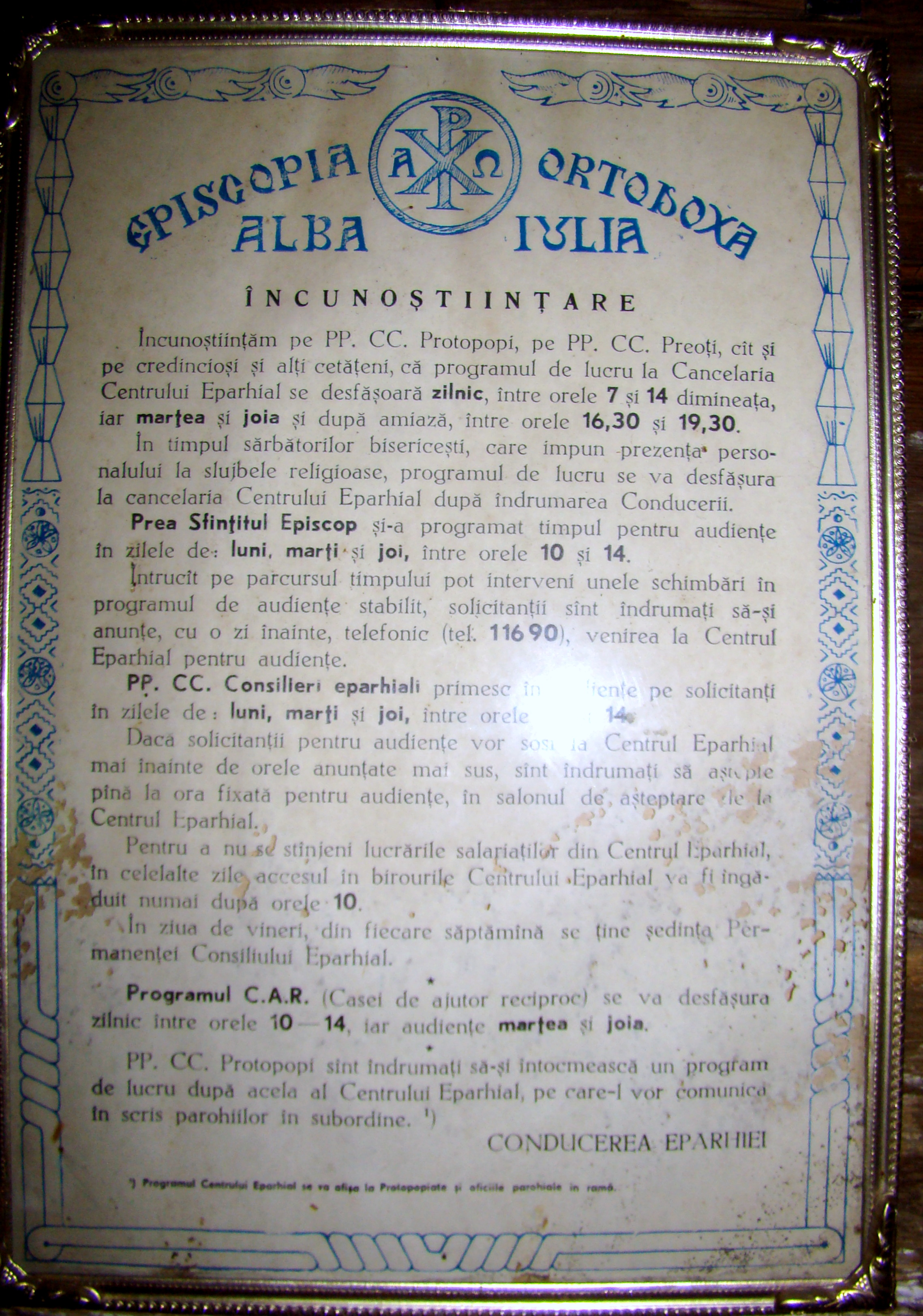

## Imagini din interior

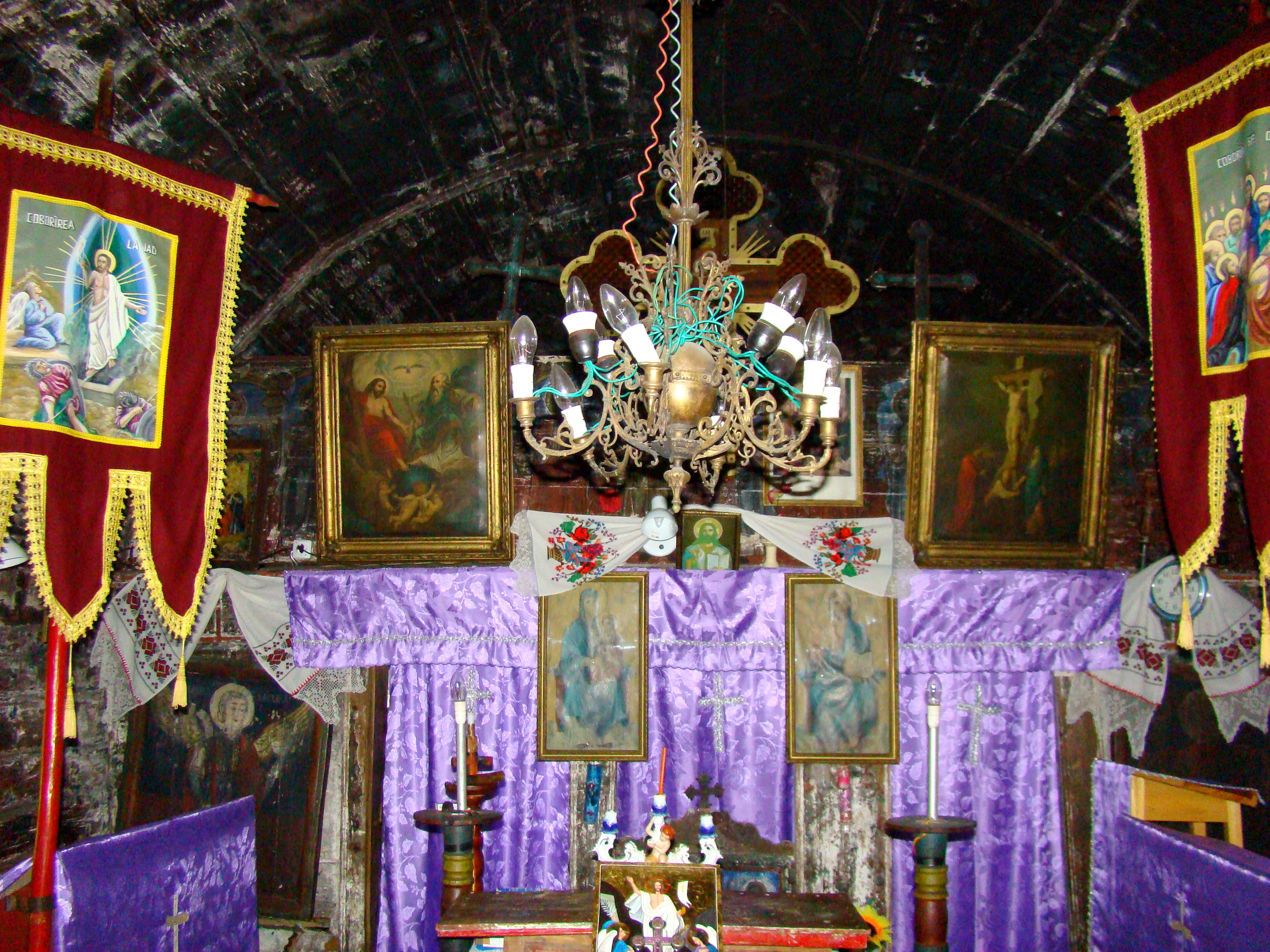
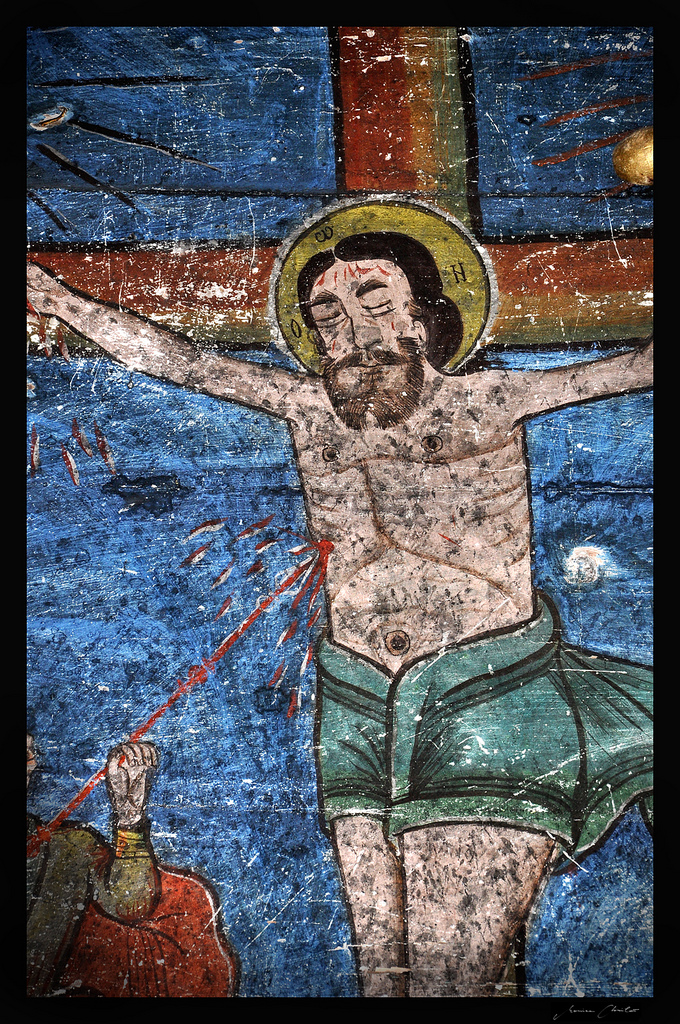
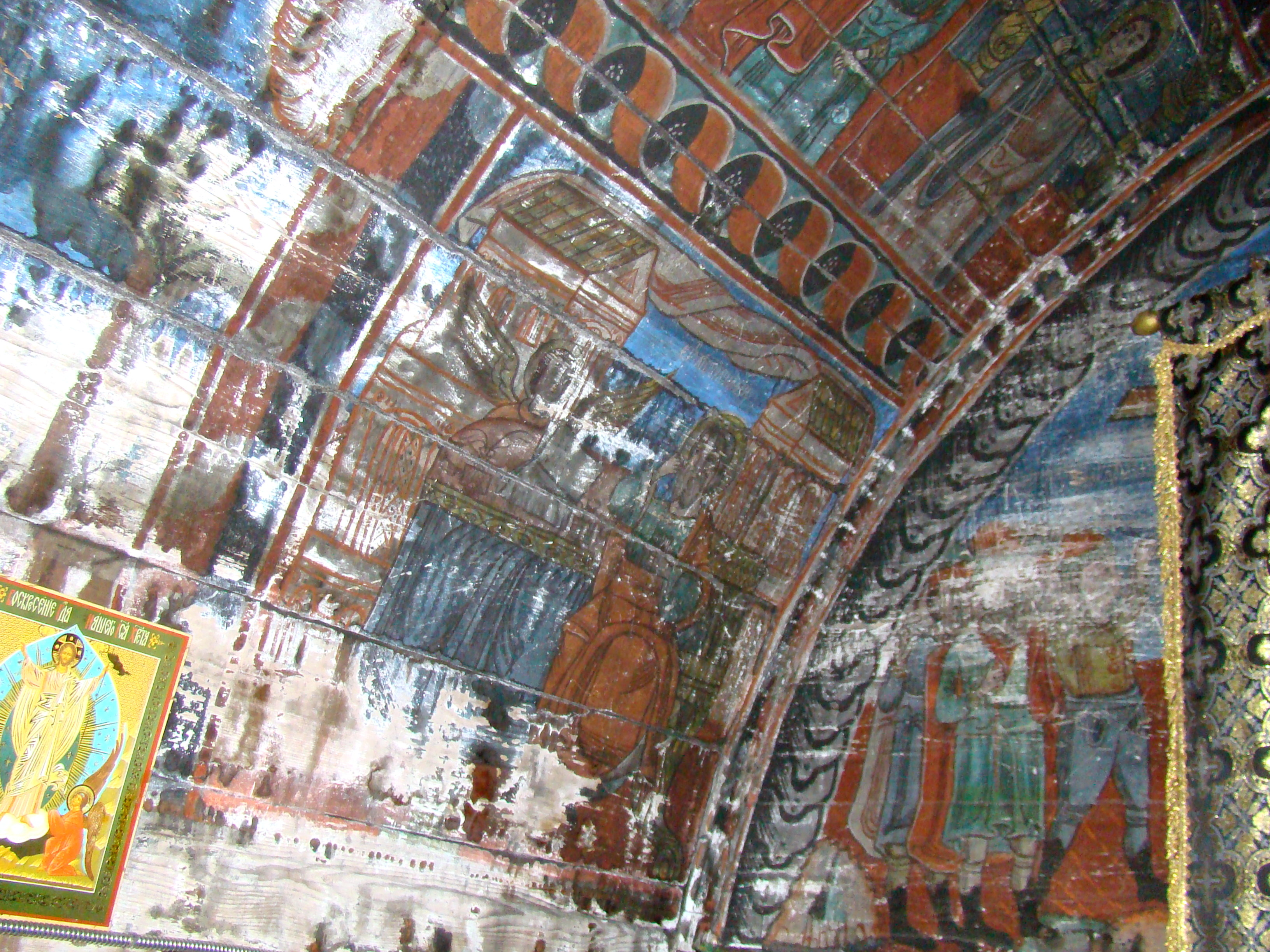
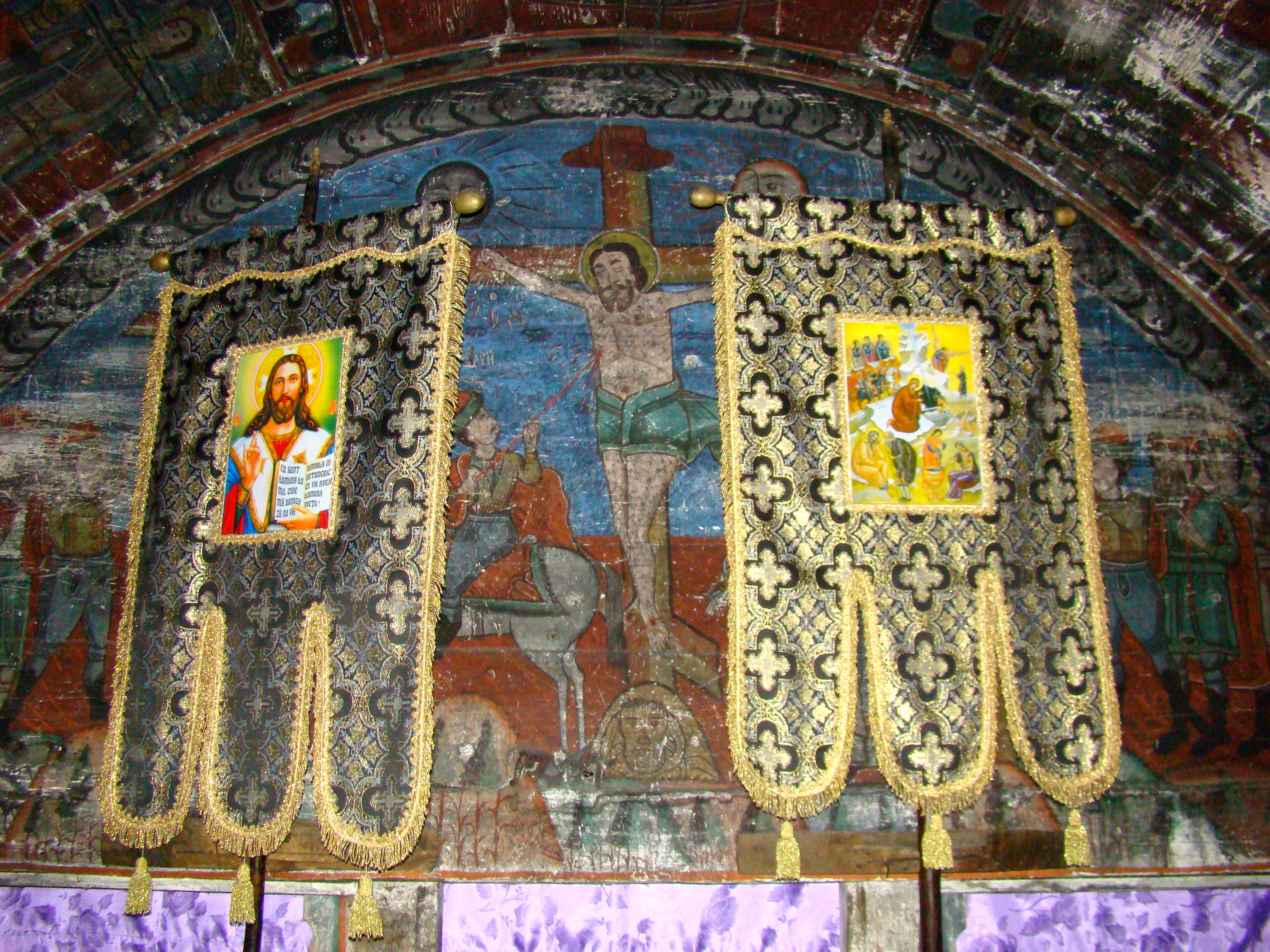
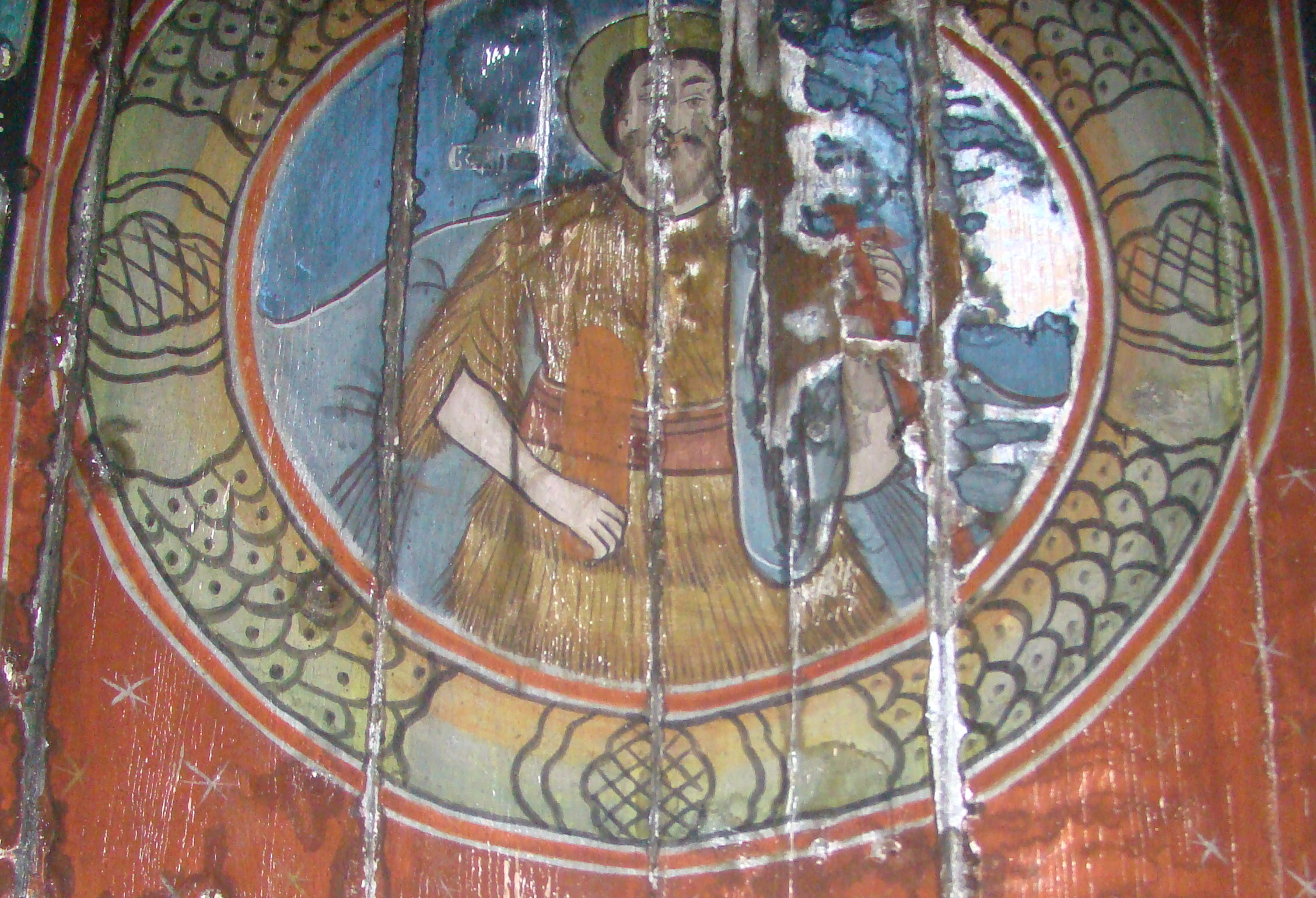
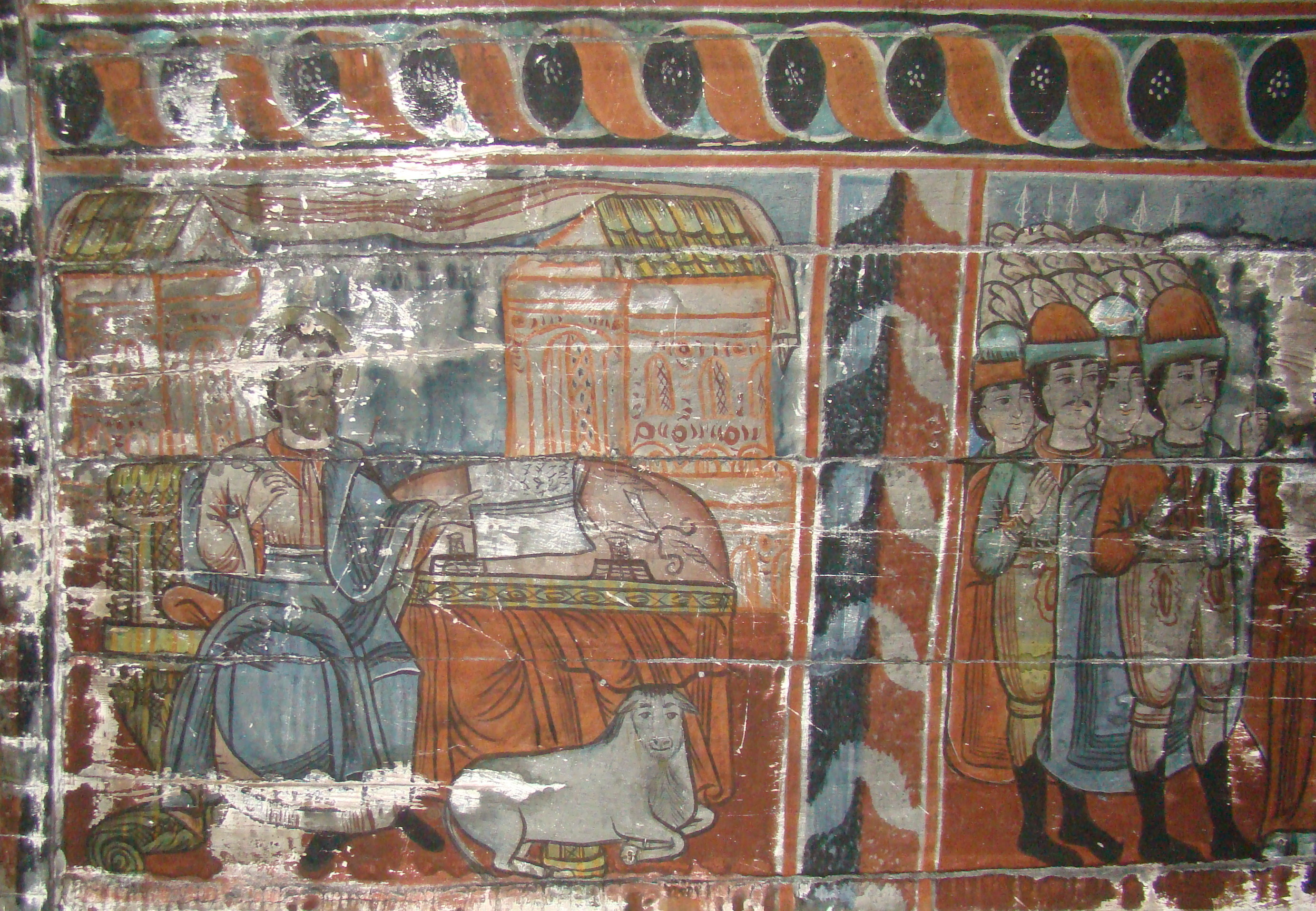
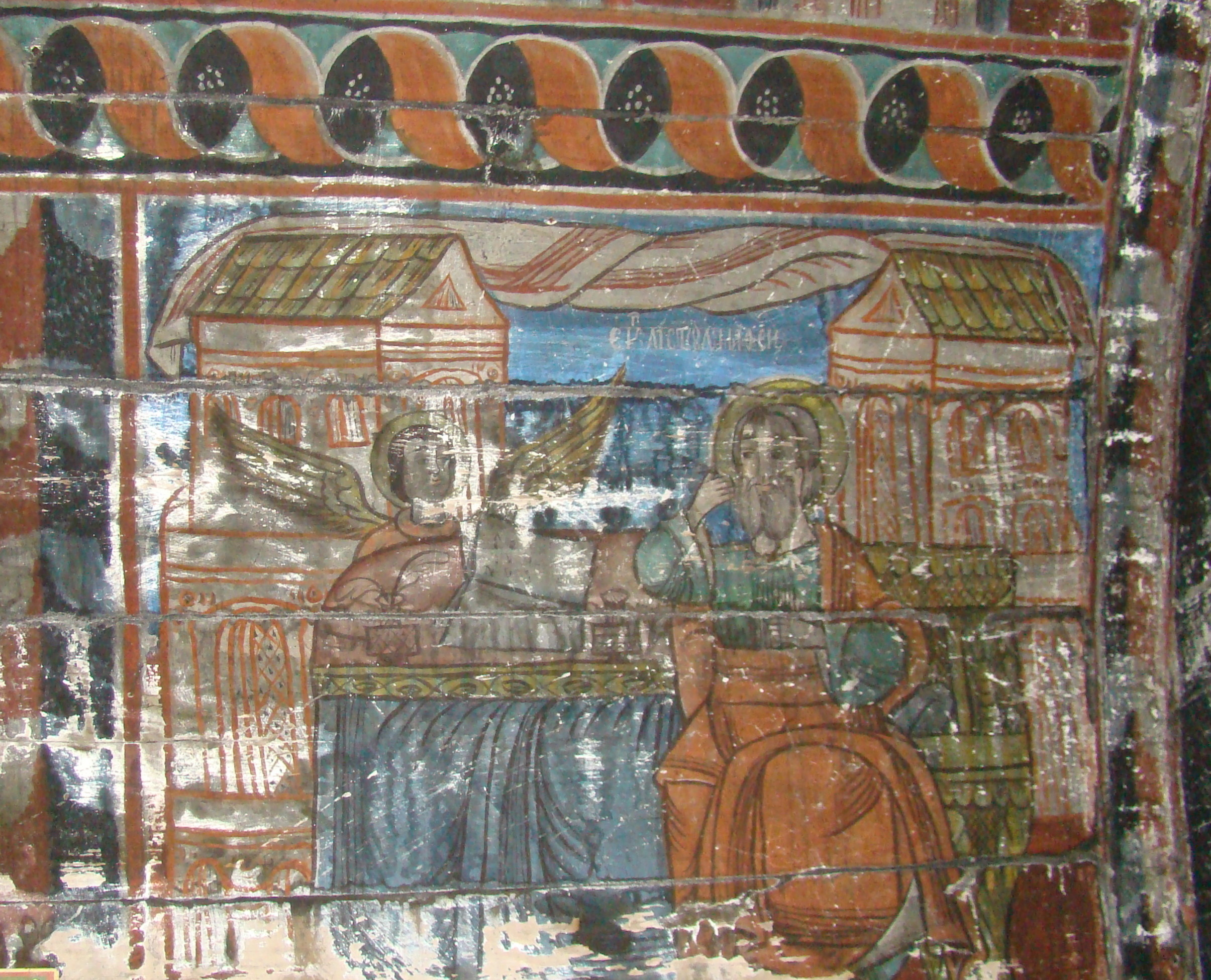
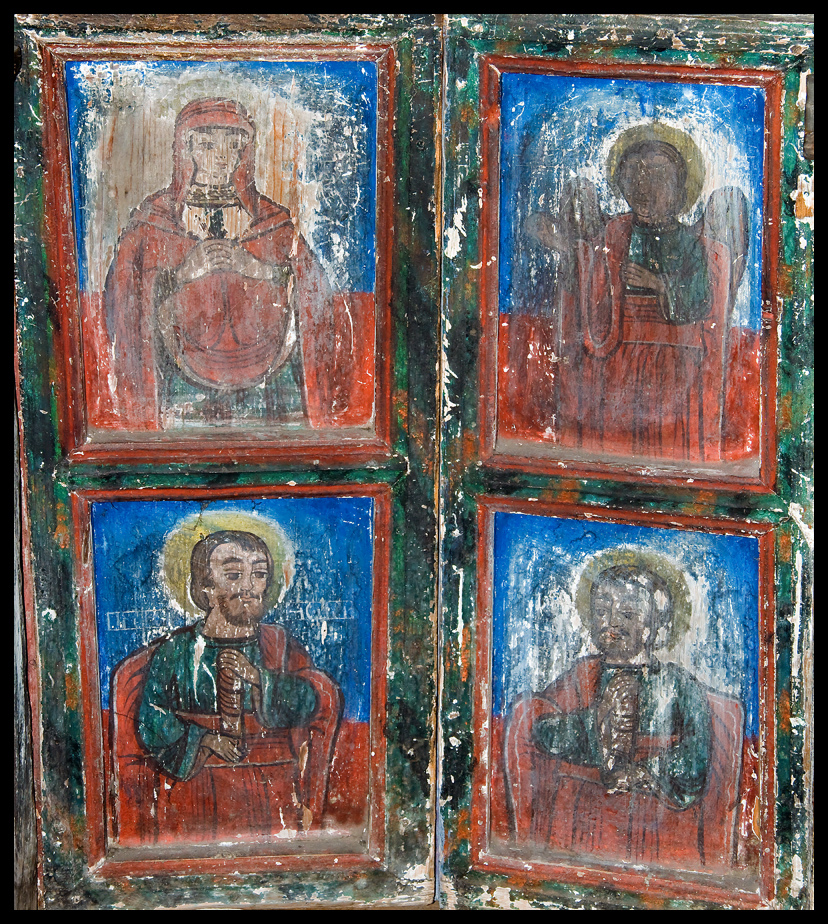
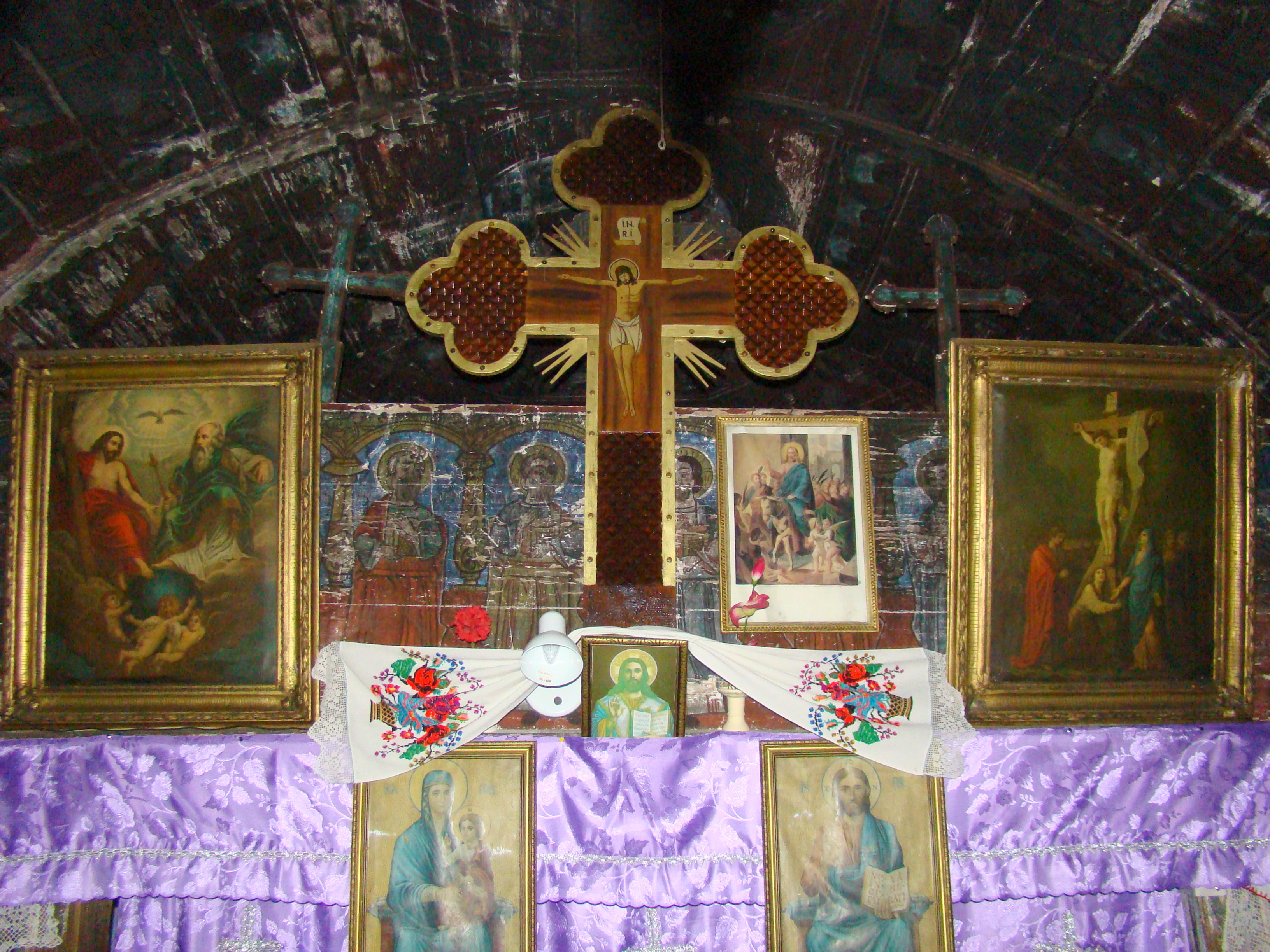
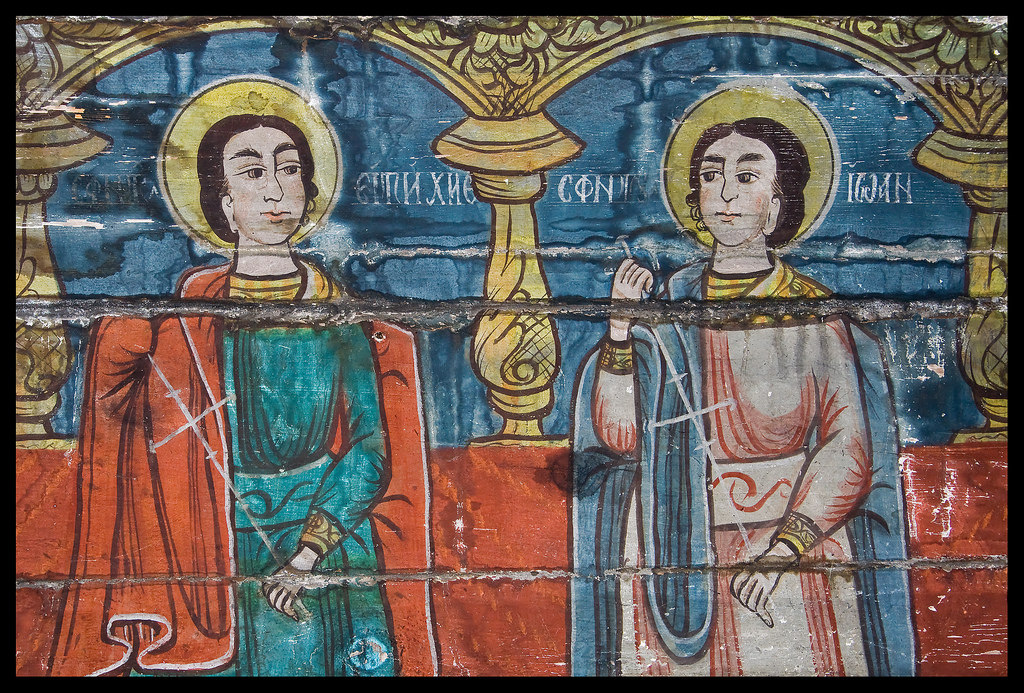